# Nymphalis pyrrhomelaena
Nymphalis pyrrhomelaena är en fjärilsart som beskrevs av Jacob Hübner 1826-1828. Nymphalis pyrrhomelaena ingår i släktet Nymphalis och familjen praktfjärilar. Inga underarter finns listade i Catalogue of Life.